# Stony Stratford
Stony Stratford este unul dintre orașele constituente ale autorității unitare Milton Keynes, în comitatul Buckinghamshire, regiunea South East, Anglia. 